# SOTUS S: The Series
 (juin 2021).
Si vous disposez d'ouvrages ou d'articles de référence ou si vous connaissez des sites web de qualité traitant du thème abordé ici, merci de compléter l'article en donnant les références utiles à sa vérifiabilité et en les liant à la section « Notes et références ».
SOTUS: The Series
SOTUS S: The Series est une série thaïlandaise diffusée en 2016-2017 sur GMM TV. Elle met en scène les personnages de SOTUS: The Series deux ans après[réf. souhaitée].
Un épisode séquel exclusif a été diffusé le 21 décembre 2018 sur LINE TV dans Our Skyy.

## Synopsis
Sotus S suit les aventures du couple de Kongpob et d'Arthit, ainsi que de tout leurs amis 2 ans après la série Sotus. Dans cette nouvelle aventure, ....

## Distribution
- Prachaya Ruangroj : Kongpob "Kong" Suthiluck
- Perawat Sangpotirat : Arthit "Arthit" Rojnapat
- Thitipoom Techaapaikhun : Kathawuth "Aim/Em" Hathaiprasert
- Neen Suwanamas : May
- Korn Khunatipapisiri : Tew

|                                            |
| Prachaya Ruangroj l'interprète de Kongpob. |

|                                            |
| Perawat Sangpotirat l'interprète d'Arthit. |

|                                                 |
| Thitipoom Techaapaikhun l'interprète de Aim/Em. |